# 翁柏宗
翁柏宗（1963年12月4日－），臺灣政治人物，國立成功大學電機工程學系碩士，曾任臺灣中區電信管理局北港電信局高級技術員。2014年8月擔任國家通訊傳播委員會（NCC）委員；2016年8月出任副主任委員；2019年4月代理主任委員至同年5月；2020年7月獲得立法院同意，回任副主委。
2024年4月30日，獲得時任行政院院長陳建仁提名，出任第7屆NCC委員並為主委，送交立法院進行人事同意權審查。
7月中旬，立法院三讀通過《通傳會組織法》修正案，任期改為四年且僅能連任一次，亦不得再任，並刪除延任規定。但行政院尚未公告施行，因此行政院院長卓榮泰指定其自8月1日延任委員，並代理主委；11月15日，立法院再度通過《通傳會組織法》修正案，明定新法施行日期為民國113年12月1日，使其於11月30日去職，不得再獲延任和代理主委職務。

## 事件
2021年4月21日，翁柏宗自承於2019年被騙徒以積欠電話費、配合檢警調偵等名義騙去358萬元新台幣。

## 外部連結
- 國家通訊傳播委員會-翁柏宗副主任委員簡介 （页面存档备份，存于）